# Dun Beag
Dun Beag is een broch uit de ijzertijd, gelegen ten westen van Bracadale op Skye, Schotland.

## Beschrijving
Dun Beag werd gebouwd rond 100 v.Chr. op een heuveltop, die uitkijkt over Loch Bracadale.
Dun Beag meet 10,6 meter in diameter en wordt omringd door een muur van 4,3 meter breed. De ingang bevindt zich aan de oostzijde. Aan beide zijden van de ingang bevinden zich wachtkamers ter beveiliging. In de muren bevonden zich trappen naar de hogere niveaus.
Dun Beag is Schots-Gaelisch voor klein fort.
Dun Beag is onderzocht en uitgegraven in de periode van 1914 tot 1920. De gevonden artefacten dateerden van 100 v.Chr. tot de achttiende eeuw.

## Beheer
Dun Beag wordt beheerd door Historic Environment Scotland, net als de Glenelg Brochs Dun Telve en Dun Troddan.

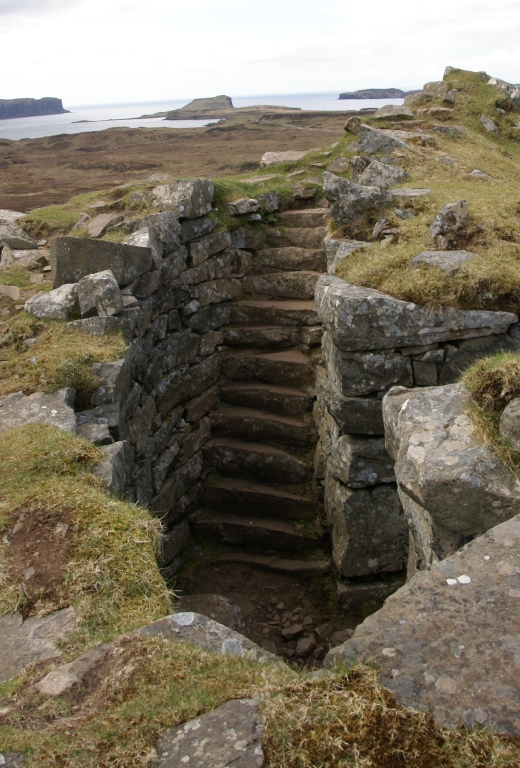
Dun Beag: trap in de muur
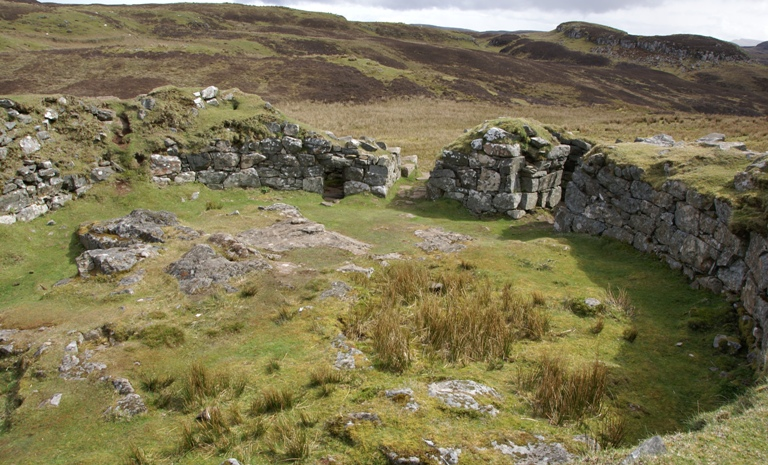
Dun Beag: de ingang aan de oostzijde